# Droite de Philon

Droite de Philon (MN) relative à (Ox) et (Oy) et passant par A

En géométrie plane, la droite de Philon est le plus court segment joignant deux demi-droites données (Ox) et (Oy) et passant par un point A donné. Cette droite porte le nom du mathématicien mécanicien Philon de Byzance qui l'aurait mise en place pour résoudre le problème de la duplication du cube.

## Propriété caractéristique
Propriété fondamentale — Soit [MN] le segment cherché et H le pied de la hauteur issue de O dans le triangle OMN, [MN] est le segment le plus court si et seulement si les distances AM et HN sont égales;
Démonstration :
On trace le cercle de diamètre [OA]. Ce cercle rencontre la demi-droite (Ox) en O et B et la demi-droite (Oy) en O et C. Le pied de la hauteur issue de O dans le triangle OMN est le point d'intersection de ce cercle avec la droite (MN). Si on suppose que le point A est plus proche de (Ox) que de (Oy), le plus court chemin MN sera obtenu pour un point H situé sur l'arc de cercle (AC).
On appelle a la distance OA, h la distance OH, φ l'angle AOH, θb l'angle AOB et θc l'angle AOC. La trigonométrie dans les triangles rectangles permet d'obtenir les relations suivantes :
{\displaystyle NH=h\tan(\theta _{c}-\varphi )}
{\displaystyle HM=h\tan(\theta _{b}+\varphi )}
{\displaystyle HA=h\tan(\varphi )}
{\displaystyle AM=h\tan(\theta _{b}+\varphi )-h\tan(\varphi )}
{\displaystyle h=a\cos(\varphi )}
La distance que l'on cherche à optimiser est alors :
{\displaystyle L(\varphi )=a\cos(\varphi )\left(\tan(\theta _{c}-\varphi )+\tan(\theta _{b}+\varphi )\right)}
La dérivée de L s'exprime alors sous la forme :
{\displaystyle L'(\varphi )=a\cos(\varphi )\left(-\tan ^{2}(\theta _{c}-\varphi )+\tan ^{2}(\theta _{b}+\varphi )\right)-a\sin(\varphi )\left(\tan(\theta _{c}-\varphi )+\tan(\theta _{b}+\varphi )\right)}
{\displaystyle L'(\varphi )=a\cos(\varphi )\left(\tan(\theta _{c}-\varphi )+\tan(\theta _{b}+\varphi )\right)\left(-\tan(\theta _{c}-\varphi )+\tan(\theta _{b}+\varphi )-\tan(\varphi )\right)}
{\displaystyle L'(\varphi )=L(\varphi )\left(-\tan(\theta _{c}-\varphi )+\tan(\theta _{b}+\varphi )-\tan(\varphi )\right)={\frac {1}{h}}L(\varphi )(AM-HN)}
Le signe de la dérivée est donc celui de la différence AM - HN. Lorsque l'angle φ augmente, AM augmente et HN diminue. La différence augmente et passe d'une valeur négative (si H est en A) à une valeur positive (si H est en B) et s'annule donc pour une valeur φ0.
La longueur L(φ) est donc décroissante puis croissante et atteint son minimum pour une valeur φ0 telle que AM = HN.

## Duplication du cube
Cette construction permet d'insérer deux moyennes proportionnelles entre deux valeurs a et b et en particulier, permet la résolution de la duplication du cube. Philon présente cette méthode dans un ouvrage de mécanique sur la construction d'arme de jet. En effet, il cherchait à doubler la puissance de ses armes et avait conclu que, pour doubler la puissance, il suffisait de doubler le volume de celles-ci.

### Moyennes proportionnelles
Pour insérer deux moyennes proportionnelles entre les valeurs a et b , il suffit de construire un rectangle OBAC tel que OB = a et BA = b, de construire la droite de Philon pour les demi-droites [OB) et [OC) passant par A. Le point H fournit les deux moyennes proportionnelles. Si Hc est le projeté orthogonal de H sur (OC), on peut glisser deux moyennes proportionnelles entre b et a à l'aide de HHc et OHc.
En effet,
Puisque NH = AM, les triangles NHcH et ABM sont égaux, la droite (HcB) est parallèle à (MN) et l'on peut repérer une série de triangles semblables à NOM : HcOB, HHcO, NHcH d'où l'on tire les égalités de rapports suivantes :
{\displaystyle {\frac {OB}{H_{c}O}}={\frac {H_{c}O}{HH_{c}}}={\frac {H_{c}H}{NH_{c}}}}
Soit encore :
{\displaystyle {\frac {a}{H_{c}O}}={\frac {H_{c}O}{HH_{c}}}={\frac {H_{c}H}{b}}}
Cette construction permet en outre de déterminer la racine cubique du rapport a/b et les deux longueurs peuvent être déterminées à l'aide de racines cubiques. Si on note x = OHc et y = HcH  , on obtient
{\displaystyle {\frac {a}{x}}={\frac {x}{y}}={\frac {y}{b}}=t}
En multipliant ces trois rapports entre eux, on en déduit :
{\displaystyle {\frac {a}{b}}=t^{3}}
Soit encore
{\displaystyle t={\sqrt[{3}]{\frac {a}{b}}}}
Ainsi, on obtient
{\displaystyle x={\sqrt[{3}]{a^{2}b}}}
{\displaystyle y={\sqrt[{3}]{ab^{2}}}}
En particulier, en prenant a = 1 et b = 2, la valeur x donne la racine cubique de 2.

### Construction
Aucune construction à la règle et au compas ne permet de résoudre la duplication du cube, il en est donc de même de la droite de Philon. Mais elle peut être obtenue à l'aide de l'intersection de deux coniques : le point H est en effet situé sur le cercle de diamètre OA, ainsi que sur l'hyperbole d'équation xy = ab.